# ابیلخان کاستیف
ابیلخان کاستیف (قزاقی: Әбілхан Қастеев؛ ۱۴ ژانویهٔ ۱۹۰۴ – ۲ نوامبر ۱۹۷۳) نقاش قزاقستانی اهل اتحاد جماهیر شوروی بود.
وی همچنین برندهٔ جوایزی همچون نشان برجسته افتخار، نشان انقلاب اکتبر، و نشان پرچم سرخ کار شده‌است.